# Kobasijada
Kobasijada, manifestacija koja se od 1998. održava svake godine u Grabovcu. Na njoj se ocjenjuje kvaliteta domaćih kobasica. Idejni začetnici bili su Marijan Dušić-Bukal i Imre Mikuša, a od 2007. godine organizator kobasijade bit će Udruga proizvođača baranjskih kulinarskih proizvoda "Kobasičar", koja je u osnivanju.
Izvor:
- I(vica) Getto: "I ove godine na Tri kralja održana tradicionalna grabovačka kobasijada : Natjecala se čak 23 baranjska kobasičara", Glas Slavonije, LXXXVI, 27040, 16 - Osijek, 9. I. 2006.